# Argyra amicta
Argyra amicta är en tvåvingeart som först beskrevs av Christian Rudolph Wilhelm Wiedemann 1824.  Argyra amicta ingår i släktet Argyra och familjen styltflugor. Inga underarter finns listade i Catalogue of Life.